# Aviation Michel
Aviation Michel war ein französischer Hersteller von Automobilen und Flugmotoren.

## Unternehmensgeschichte
Auguste Michel gründete in den 1920er Jahren das Unternehmen in Straßburg und überholte zunächst Flugmotoren. Später stellte er eigene Flugmotoren her. 1925 begann die Produktion von Automobilen. Der Markenname lautete Michel. 1927 endete die Automobilproduktion. Insgesamt entstanden nur wenige Fahrzeuge. 1933 wurde das Unternehmen aufgelöst.

## Automobile
Das einzige Modell war der 6 CV. Für den Antrieb sorgte ein selbst entwickelter Vierzylindermotor mit 1018 cm³ Hubraum (Bohrung × Hub 60 × 90 mm). Das Getriebe verfügte über vier Gänge. Zur Wahl standen ein offener Tourenwagen und eine Limousine. Bremsen befanden sich bereits an allen vier Rädern.